# Jef Nys
Jozef Nys, detto Jef (Berchem, 30 gennaio 1927 – Wilrijk, 20 ottobre 2009), è stato un fumettista belga fiammingo, creatore della serie di fumetti Jommeke.

## Biografia
Nato nel distretto di Berchem ad Anversa, Nys ha studiato arte alla Accademia reale di belle arti di Anversa e ha lavorato dal 1946 al 1954 come cartonista, caricaturista e progettista comico al settimanale satirico "t Pallieterke", al quale aveva partecipato a una competizione. Nel settimanale cattolico Kerk en Leven, per il quale ha successivamente creato diversi fumetti biografici, Nys ha pubblicato la sua prima avventura Jommeke nel 1955, seguita da molti altri, tra cui altri giornali come 't Kapoentje e Het Volk. Nel corso degli anni, Nys ha assunto vari assistenti per assistere nella sua vasta produzione - Jommeke ha appena pubblicato oltre 270 album fino ad oggi. Nel 2005, Nys è stato insignito del Golden Adhemar per il suo lavoro completo al Comic Festival di Turnhout, in Belgio.